# کاهوی تاتاریسا
کاهوی تاتاریسا گونه‌ای از گیاهان اوراسیا و آمریکای شمالی از خانواده قاصدک و از کاسنیان است. این گیاه در بیشتر اروپا، آسیا و آمریکای شمالی گسترده است.
کاهوی تاتاریسا گیاهی با بیش از ۶۰ سانتیمتر ارتفاع و ریشه اصلی عمودی است. بسیاری از برگها نزدیک ریشه گیاه است و این برگها بزرگتر از برگ‌های هستند که دورتر از ریشه واقع شده‌اند. در هر راس گل نه یک گل منفرد بلکه حدود ۲۰ گل‌ریز آبی یا صورتی رنگ (به ندرت سفید) وجود دارد.

## استفاده
بین زونی‌های ساکن نیومکزیکو در جنوب غربی ایالات متحده از ریشهٔ خشک شدهٔ این گیاه به عنوان آدامس استفاده می‌شود.